# Александер Поуп
Алекса́ндер По́уп (англ. Alexander Pope; 27 травня 1688, Лондон — 30 травня 1744) — англійський поет XVIII століття, реформатор англійської віршованої просодії (т.зв. «героїчного куплету»), перекладач Гомерової «Іліади» сучасним (на той час) віршем, сатирик, філософ (автор віршованого «Досвіду про критику»).
Александер Поуп уславився своїми афоризмами, також є автором епітафії на надгробку сера Ісаака Ньютона.
На честь персонажів творів Александра Поупа названі деякі з супутників планети Уран.

## Твори
- 1709 — цикл віршів «Пасторалі» (англ. «Pastorals»).
- 1711 — поема «Проба про критику» (англ. «An Essay on Criticism»).
- 1712 — поема «Месія» (англ. «Messiah. A Sacred Eclogue in Imitation of Virgil's Pollio»).
- 1712 — поема «Викрадення кучеря» (англ. «The Rape of the Lock»).
- 1713 — поема «Віндзорський ліс» (англ. «Windsor Forest»).
- 1715 – 1720 — переклад «Іліади» Гомера.
- 1717 — поема «Послання Елоїзи до Абеляра» (англ. «Epistle of Eloisa to Abelard»).
- 1725 – 1726 — переклад «Одіссеї» Гомера.
- 1728 — поема «Дунсіада» (англ. «The Dunciad»).
- 1733 – 1734 — поема «Проби про людину» (англ. «Essay on Man»).